# سیل‌های پاکستان (۲۰۲۲)
سیل‌های پاکستان (به انگلیسی: 2022 Pakistan floods) مجموعه سیل‌هایی است که در ماه های ژوئن تا اوت ۲۰۲۲ در اثر بارش شدید باران موسمی و ذوب شدن یخچال های طبیعی بخش عمده‌ای از پاکستان را تحت تأثیر قرار داد و در اثر آن دست کم ۱۱۲۸ نفر کشته و بیش از ۷۰۰ هزار دام تلف شده‌است. در ۲۵ اوت دولت اعلام وضعیت اضطراری کرد.